# Royal Football Club Tournai
El Royal Football Club Tournai és un club de futbol belga de la ciutat de Tournai, Hainaut.

## Història
El club Union Sportive Tournaisienne va ser fundat l'any 1902 i va esdevenir membre de la Federació Belga un any més tard, amb número de matrícula 26. Ingressà a la Segona Divisió en la primera edició d'aquesta categoria l'any 1910. L'any 1928 li fou atorgant el títol de reial, esdevenint Royal Union Sportive Tournaisienne. La seva millor classificació fou la temporada 1951-52, l'única en la qual jugà en Primera Divisió on va finalitzar 16è i últim. L'any 2002 es fusionà amb el Royal Racing Club Tournaisien, per formar el Royal Football Club Tournai, conservant el número de matrícula 26.

## Palmarès
- Segona divisió belga:
  - 1950-51
- Tercera divisió belga:
  - 1947-48, 2006-07
- Quarta divisió belga:
  - 1957-58, 1979-80, 2001-02, 2004-05